# Trophée des champions 2018 (handball)
Navigation
Trophée des champions 2017 Trophée des champions 2019
Le Trophée des champions 2018 est la neuvième édition du Trophée des champions, compétition française de handball organisée par la Ligue nationale de handball. La compétition est organisée dans L'Axone de Montbéliard et se déroule les 1er et 2 septembre 2018.
Montpellier, vainqueur de Nantes (tenant du titre) puis de Saint-Raphaël, remporte la compétition pour la troisième fois et rejoint au rang des clubs les plus titrés le Paris Saint-Germain, décevant quatrième. Saint-Raphaël, quant à lui, rate une nouvelle fois l'occasion d'ouvrir son palmarès et doit se contenter d'une nouvelle place d'honneur.

## Équipes engagées
Quatre équipes participent à cette compétition :
- le Paris Saint-Germain Handball, champion de France et vainqueur des coupes de la Ligue et de France ;
- le Montpellier Handball, deuxième du championnat de France ;
- le Handball Club de Nantes, troisième du championnat de France ;
- le Saint-Raphaël Var Handball, quatrième du championnat de France.

## Résultats

### Tableau récapitulatif
|  | Demi-finales               | Demi-finales               |                        |       | Finale                   | Finale                   |
|  | Demi-finales               | Demi-finales               |                        |       | Finale                   | Finale                   |
|  |                            |                            |                        |       |                          |                          |
|  | 1er septembre 2018 - 15h00 | 1er septembre 2018 - 15h00 |                        |       | 2 septembre 2018 - 16h00 | 2 septembre 2018 - 16h00 |
|  | 1er septembre 2018 - 15h00 | 1er septembre 2018 - 15h00 |                        |       | 2 septembre 2018 - 16h00 | 2 septembre 2018 - 16h00 |
|  | Paris Saint-Germain        | 25                         |                        |       | 2 septembre 2018 - 16h00 | 2 septembre 2018 - 16h00 |
|  | Paris Saint-Germain        | 25                         |                        |       | 2 septembre 2018 - 16h00 | 2 septembre 2018 - 16h00 |
|  | Saint-Raphaël VHB          | 26                         |                        |       | 2 septembre 2018 - 16h00 | 2 septembre 2018 - 16h00 |
|  | Saint-Raphaël VHB          | 26                         | Saint-Raphaël VHB      | 27    |                          |                          |
|  | 1er septembre 2018 - 17h30 |                            | Saint-Raphaël VHB      | 27    |                          |                          |
|  |                            | Montpellier Handball       | 32                     |       |                          |                          |
|  | Montpellier Handball       | Montpellier Handball       | 32                     | 33tab |                          |                          |
|  | Montpellier Handball       |                            |                        | 33tab |                          |                          |
|  | HBC Nantes                 | 31                         |                        |       |                          |                          |
|  | HBC Nantes                 | 31                         | Match pour la 3e place |       |                          |                          |
|  |                            |                            |                        |       |                          |                          |
|  | 2 septembre 2018 - 13h30   |                            |                        |       |                          |                          |
|  |                            |                            |                        |       |                          |                          |
|  | Paris Saint-Germain        | 45                         |                        |       |                          |                          |
|  | Paris Saint-Germain        | 45                         |                        |       |                          |                          |
|  | HBC Nantes                 | 46tab                      |                        |       |                          |                          |
|  | HBC Nantes                 | 46tab                      |                        |       |                          |                          |

### Finale
Face à Saint-Raphaël, Montpellier a offert un troisième Trophée des champions, sept ans après son deuxième succès, le quarante-deuxième au total depuis 1995. Si les Raphaëllois prennent le meilleur départ, Mathieu Grebille, qui signe son grand retour (8 buts à la fin), permet rapidement aux siens de s'installer aux commandes du match (7-4, 13e). Malgré les rotations, grâce notamment à des buts sur engagement rapide, Montpellier maintient son adversaire à distance (17 à 14 à la mi-temps). Au retour des vestiaires, le Saint-Raphaël sort son joker, en tentant le jeu à 7 contre 6 en attaque. Mais, pour son entrée en jeu, Vincent Gérard est décisif dans les buts et permet aux siens de prendre le large (23-17, 39e). Et si les Varois reviennent un temps dans la foulée de leurs adversaires (26-23, 47e), le combatif Mohamed Mamdouh (4 buts) permet aux Montpelliérains de reprendre leurs distances (29-24, 52e), cette fois définitivement (32 à 27, score final),,.
| 2 septembre 2018 16h00 | Montpellier Handball | 32 – 27   | Saint-Raphaël VHB     | L'Axone, Montbéliard Affluence : 4 500 Arbitrage : Charlotte et Julie Bonaventura |
| 2 septembre 2018 16h00 | Mathieu Grébille 8   | (17 – 14) | Vadim Gaïdoutchenko 7 | L'Axone, Montbéliard Affluence : 4 500 Arbitrage : Charlotte et Julie Bonaventura |
| 2 septembre 2018 16h00 | ×2                   | Rapport   | ×5                    | L'Axone, Montbéliard Affluence : 4 500 Arbitrage : Charlotte et Julie Bonaventura |

Statistiques
- Montpellier Handball : Vincent Gérard (31e à 60e, 7 arrêts sur 20 dont 0/1 au pen.), Nikola Portner (1re à 30e, 4 arrêts sur 18 dont 1/4 aux pen., 2 buts), Diego Simonet (3/4), Kyllian Villeminot, Théophile Caussé (2/3), Jonas Truchanovičius (4/7), Mathieu Grébille (8/9), Fredric Pettersson (1/1), Melvyn Richardson (1/3 dont 0/1), Vid Kavtičnik (2/3 dont 2/3), Baptiste Bonnefond (1/1), Jean-Loup Faustin (0/1), Valentin Porte (cap., 3/8), Arnaud Bingo (0/1), Benjamin Afgour, Mohamed Soussi (1/1), Mohamed Mamdouh (4/5). Entraîneur : Patrice Canayer.  Deux minutes : Petterson (22e, 39e).
- Saint-Raphaël VHB : Mihai Popescu (1 arrêt sur 9), Alexandre Demaille (9 arrêts sur 29 dont 2/3 aux pen., 0/1), Alexandru Simicu, Jonathan Mapu (5/7), Daniel Sarmiento (6/9 dont 4/4 aux pen.), Alexander Lyngaard (0/2), Aleksa Kolakovic (1/1), Miroslav Jurka (2/2), Raphaël Caucheteux (1/3 dont 1/2), Arthur Vigneron (1/1), Jérémy Toto, Alexian Trottet, Nicolas Krakowski (1/1), Adrien Dipanda (cap, 3/5), David Eponouh, Vadim Gaïdoutchenko (7/11). Entraîneur : Joël Da Silva.  Deux minutes : Toto (10e, 16e), Lyngaard (13e, 28e), Dipanda (49e).
- Évolution du score : 1-3 (6e), 5-3 (9e), 8-5 (17e), 11-7 (22e), 14-13 (26e), 17-14 (mi-temps), 20-15 (34e), 26-23 (47e), 28-24 (50e), 32-27 (final).

### Match pour la3eplace
Dans un match très prolifique en buts (34-34 à la fin du temps réglementaire, 12-11 dans les jets de 7 m), Nantes, grâce notamment aux deux ailiers espagnols Balaguer et Rivera (22 buts à eux deux), s'est imposé face au Paris SG malgré l'efficacité du trio Remili-Gensheimer-Sagosen (24 buts à eux trois).
| 2 septembre 2018 13h30 | Paris Saint-Germain | 45 – 46 (tab)      | HBC Nantes       | L'Axone, Montbéliard Affluence : 4 500 Arbitrage : Yann Carmaux et Julien Mursch |
| 2 septembre 2018 13h30 | Nedim Remili 9      | (18 – 20, 34 – 34) | Valero Rivera 12 | L'Axone, Montbéliard Affluence : 4 500 Arbitrage : Yann Carmaux et Julien Mursch |
| 2 septembre 2018 13h30 | Tab : 11 – 12       |                    |                  | L'Axone, Montbéliard Affluence : 4 500 Arbitrage : Yann Carmaux et Julien Mursch |
| 2 septembre 2018 13h30 | ×2                  | Rapport            | ×2               | L'Axone, Montbéliard Affluence : 4 500 Arbitrage : Yann Carmaux et Julien Mursch |